# 2025년 오스트레일리아 그랑프리
틀:자동차 경주 대회 정보
2025년 오스트레일리아 그랑프리(영어: 2025 Australian Grand Prix)는 2025년 3월 16일 호주 멜버른의 알버트 파크 서킷에서 열린 2025년 포뮬러 원 세계 선수권 대회의 시즌 첫 번째 라운드이다. 랜도 노리스(맥라렌)가 폴 포지션에서 출발해 우승을 차지했다.

## 경기 개요
- 폴 포지션: 랜도 노리스 (맥라렌) – 1:15.096
- 가장 빠른 랩: 랜도 노리스 (맥라렌), 랩 43 – 1:22.167
- 관중 수: 약 465,000명
- 주요 사건:

```
 – 노리스, 폴 투 피니시 우승  
 – 베르스타펜과 러셀이 각각 2위, 3위 차지  
 – 안토넬리, 데뷔전에서 4위  
 – 다수의 사고와 리타이어 발생
```

## 결승 결과
| 순위 | 드라이버               | 팀            | 랩 | 시간/격차              | 포인트 |
| ---- | ---------------------- | ------------- | -- | ---------------------- | ------ |
| 1    | 랜도 노리스            | 맥라렌        | 57 | 1:42:06.304            | 25     |
| 2    | 맥스 베르스타펜        | 레드불 레이싱 | 57 | +0.895초               | 18     |
| 3    | 조지 러셀              | 메르세데스    | 57 | +8.481초               | 15     |
| 4    | 안드레아 키미 안토넬리 | 메르세데스    | 57 | +10.135초              | 12     |
| 5    | 알렉산더 알본          | 윌리엄스      | 57 | +12.773초              | 10     |
| 6    | 랜스 스트롤            | 애스턴 마틴   | 57 | +17.413초              | 8      |
| 7    | 니코 휠켄버그          | 킥 자우버     | 57 | +18.423초              | 6      |
| 8    | 찰스 르클레르          | 페라리        | 57 | +19.826초              | 4      |
| 9    | 오스카 피아스트리      | 맥라렌        | 57 | +20.448초              | 2      |
| 10   | 루이스 해밀턴          | 페라리        | 57 | +22.473초              | 1      |
| 11   | 피에르 가슬리          | 알핀          | 57 | +26.502초              | 0      |
| 12   | 유키 츠노다            | 레이싱 불스   | 57 | +29.884초              | 0      |
| 13   | 에스테반 오콘          | 하스          | 57 | +33.161초              | 0      |
| 14   | 올리버 베어먼          | 하스          | 57 | +40.351초              | 0      |
| 15   | 크리스티앙 브리아노    | 킥 자우버     | 45 | 리타이어 (사고)        | 0      |
| 16   | 페르난도 알론소        | 애스턴 마틴   | 32 | 리타이어 (사고)        | 0      |
| 17   | 리암 로손              | 레드불 레이싱 | 30 | 리타이어 (기술 문제)   | 0      |
| 18   | 이삭 하자르            | 레이싱 불스   | 0  | DNS (포메이션 랩 사고) | 0      |
| 19   | 카를로스 사인즈 주니어 | 윌리엄스      | 0  | DNS (브레이크 고장)    | 0      |
| 20   | 잭 두한                | 알핀          | 0  | DNS (출발 전 사고)     | 0      |